# Robert Klempin

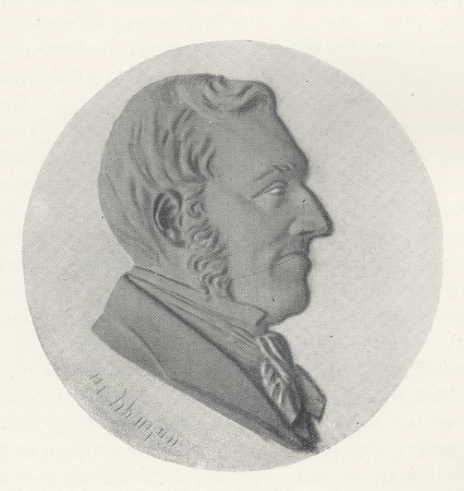
Karl Robert Klempin

Karl Robert Klempin (* 19. November 1816 in Swinemünde; † 29. April 1874 in Stettin) war ein deutscher Historiker.

## Leben
Der Swinemünder Kaufmannssohn Robert Klempin besuchte von 1832 bis 1836 das Jageteufelsche Kollegium in Stettin. Ab 1838 studierte er an der Friedrich-Wilhelms-Universität Berlin Philosophie, Literatur und Geschichte. Leopold von Ranke zählte ihn zu seinen vielversprechendsten Schülern. Nach einem abschließenden Semester an der Universität Greifswald promovierte er am 26. März 1845 in Berlin. Im gleichen Jahr wurde er in Greifswald Privatdozent.
Wegen eines schweren Nervenleidens musste er 1848 seine akademische Laufbahn beenden. Erst Ende 1852 trat er mit geschichtlichen Vorlesungen im kleinen Kreis in Stettin wieder an die Öffentlichkeit. 1855 wurde er zunächst kommissarisch, dann ab 1. Januar 1857 offiziell mit der Leitung des pommerschen Provinzialarchivs in Stettin betraut.
Ab 1869 ließ seine Sehkraft stark nach, so dass er bei seinen Arbeiten auf Hilfe angewiesen war. Von Zeitgenossen wurde Robert Klempin als schüchtern, nach seiner Krankheit als fast menschenscheu bezeichnet. Er vermied weitestgehend Auftritte in der Öffentlichkeit, blieb unverheiratet, hatte aber einen kleinen Freundeskreis. Wegen seiner zurückhaltenden Art war er außerhalb des Fachkreises kaum bekannt. 1874 wurde er mit dem Roten Adlerorden 4. Klasse ausgezeichnet.
Robert Klempin veröffentlichte Einzelschriften und zahlreiche Aufsätze zur Geschichte Pommerns.

## Schriften (Auswahl)
- Die Biographien des Bischofs Otto und deren Verfasser. In: Baltische Studien IX
- Die Lage der Jomsburg. In: Baltische Studien XIII
- Diplomatische Beiträge zur Geschichte Pommerns aus der Zeit Bogislaws X. Bath, Berlin 1859, 629 Seiten, mit Untersuchungen zur pommerschen Münzgeschichte (Google Books).
- mit Gustav Kratz: Matrikeln und Verzeichnisse der pommerschen Ritterschaft vom 14.–19. Jahrhundert. Bath, Berlin 1863, 748 Seiten (Google Books).
- Vorwort zu: Gustav Kratz: Die Städte der Provinz Pommern. Berlin 1865, 546 Seiten (Google Books).
- Die Exemtion des Bisthums Cammin. 1869

Eine Arbeit über den pommerschen Adel blieb unvollendet. Von seinem sechs Bände umfassenden Hauptwerk Pommersches Urkundenbuch erlebte er nur die Herausgabe der
- 1. Abteilung, 1. Band: 786–1253. Regesten, Berichtigungen und Ergänzungen zum Codex Pomeraniae diplomaticus von Hasselbach und Kosegarten. Stettin 1868 (Google Books).
- 1. Abteilung, 2. Band (Rodgero Prümers, Hrsg.): 1254–1278, Perthes, Stettin 1881 (Google Books).

Alle sechs Bände sind elektronisch einsehbar bei der Digitalen Bibliothek Kujawsko-Pomorska:
- Pommersches Urkundenbuch. Bände 1–6, Stettin 1868–1906 (Digitalisat).

Die von Klempin erarbeiteten Stammtafeln zur Genealogie des Greifenhauses wurden erst nach seinem Tode durch Gottfried von Bülow herausgegeben:
- Stammtafeln des Pommersch-Rügischen Fürstenhauses und seiner Nebenlinien, aus dem Nachlaß von R. Klempin zum Druck gegeben von G. v. Bülow. Stettin 1876 (Google Books).